# Kojatice
Obec Kojatice (starší názvy též de Cogeticz, cum villa Cogeticz, ves Kogeticze, také Kojatitz, též Kogetitz, Kojetitz, Kogetice) se nachází v okrese Třebíč v kraji Vysočina, asi 7 km jihozápadně od Moravských Budějovic. Žije zde 261 obyvatel. Obec má dvě části, vlastní Kojatice a Velký Újezd.
Sousedními obcemi sídla jsou Dešov, Rácovice, Třebelovice, Dědice, Hornice, Nimpšov a Nové Syrovice.

## Pojmenování
Vesnice nese název podle stejnojmenného vladyky, jménem Kojeta, který v této vesnici žil. Jeho potomci se nazývali „Kojetíci“, a proto se místu začalo obdobně říkat, Kojatice.

## Geografie
Kojaticemi prochází z východu na západ silnice vycházející ze silnice II/411 do Hornic a k silnici II/408, severně z Kojatic vychází silnice do Velkého Újezdu a následně do Třebelovic. Severně pak také vede neznačená silnice do Dědic. Severně kolem Velkého Újezdu vede modrá turistická trasa.
Severní část území obce je zalesněna a mírně kopcovitá, jižní část území je zemědělsky využívána. 
Část západní hranice je tvořena potokem Bihanka, do kterého se vlévá potok, jež je tvořen dvěma zdrojnicemi, které vytékají z rybníka Šraněk a protékají rybníky Horní Bihanky a Dolní Bihanky, druhá zdrojnice vytéká z Polanského rybníka. Po jižním okraji vesnice Kojatice protéká směrem na Hornice nepojmenovaný potok, který také tvoří část jižní hranice území obce. 
Na území obce se nachází Kojatická horka (539 m) a Smilovský kopec (506 m).
Vesnice Kojatice se nachází na jižním okraji území obce, asi kilometr severněji se nachází místní část Velký Újezd s velmi významným kostelem a klášterem, jež slouží jako domov důchodců. Několik desítek metrů východně od hranic území obce se nachází osada Spetice.

## Historie
Mezi vesnicemi Kojatice a Velký Újezd se našly pozůstatky sídliště z doby železné a slovanské sídliště. Našli se v lokalitě také nádoby z doby bronzové a doby laténské. Na tzv. Smilově kopci byly objeveny nálezy z doby hradištní. První písemná zmínka o obci pochází z roku 1227. Dle jiných zdrojů má být první zmínka o obci z roku 1446, kdy první zmínka o farnosti ve Velkém Újezdu však má pocházet z roku 1377. V roce 1480 prodal ves Jan z Jemnice Janovi z Týnce, ale o rok později ji získal Pavel z Budějovic, ten ale pak roku 1493 prodal v tu dobu pusté Kojetičky Lipoltovi z Krajčku. V roce 1497 pak vesnici získal Mikuláš z Mladoňovic. V roce 1540 pak od majitelů bítovského panství získal vesnici Matouš Bořita z Budče a o tři roky později pak Jan z Tavíkovic a na Polici. Během třicetileté války byla vesnice poškozena, 10 ze 14 usedlostí bylo opuštěno. Tak se dostaly Kojatice do majetku pánů z Police. V roce 1737 byla ve Velkém Újezdě postavena fara u kostela sv. Petra a Pavla. V roce 1788 byla založena škola a ta byla následně v roce 1852 přestěhována do nové velké budovy.
Roku 1821 se poddaní ze vsi zúčastnili robotní vzpoury, stejně jako další okolní vesnice. Do polického panství spadaly Kojatice až do roku 1837, kdy Kojatice spolu s dalšími vesnicemi v okolí zakoupil Karel Nimptsch, roku 1846 se staly fideikomisem. V roce 1882 pak vesnice patřila Josefu Nimptschovi a pak od roku 1916 patřila vesnice Josefu Maria Wolfgangu Stubenbergovi. V roce 1900 byla v obci založena záložna a v nedalekém Velkém Újezdě byl založen sociální a zdravotní ústav sester III. řádu z Brna, po roce 1947 byl přejmenován na sociální ústav. Roku 1932 byla do obce přivedena elektřina. V roce 1947 bylo v obci založeno strojní družstvo a v roce 1955 pak JZD, to se pak v roce 1962 sloučilo s JZD v Hornicích a vzniklo tak JZD Stráně, ale to se pak roku 1976 sloučilo s JZD v Dešově. Byl také postaven kulturní dům. Roku 1980 byla škola v obci zrušena.
V roce 2017 byla schválena dotace kraje Vysočina pro udržení malých obchodů ve vesnici, Kojatice jsou jednou z podpořených obcí.
Do roku 1849 patřily Kojatice do novosyrovického panství, od roku 1850 patřily do okresu Znojmo a pak od roku 1896 patřily do okresu Moravské Budějovice, pak od roku 1960 do okresu Třebíč. Mezi lety 1980 a 1990 patřily Kojatice pod Dešov, následně se obec osamostatnila. Mezi lety 1850 a 1919 byly součástí obce i Hornice. Součástí obce je také Velký Újezd.
| Rok            | 1869 | 1880 | 1890 | 1900 | 1910 | 1921 | 1930 | 1950 | 1961 | 1970 | 1980 | 1991 | 2001 | 2011 | 2021 |
| -------------- | ---- | ---- | ---- | ---- | ---- | ---- | ---- | ---- | ---- | ---- | ---- | ---- | ---- | ---- | ---- |
| Počet obyvatel | 380  | 438  | 397  | 408  | 406  | 384  | 358  | 491  | 586  | 544  | 513  | 424  | 370  | 370  | 290  |
| Počet domů     | 43   | 45   | 49   | 50   | 50   | 50   | 55   | 62   | 58   | 60   | 61   | 68   | 69   | 69   | 70   |

## Politika

### Volby do Poslanecké sněmovny
|       | 2006                | 2010                | 2013                | 2017                | 2021                |
| ----- | ------------------- | ------------------- | ------------------- | ------------------- | ------------------- |
| 1.    | KDU-ČSL (35,82 %)   | KSČM (25,13 %)      | ČSSD (29,45 %)      | ČSSD (19,84 %)      | SPOLU (28,57 %)     |
| 2.    | KSČM (24,37 %)      | ČSSD (22,34 %)      | KSČM (23,28 %)      | KDU-ČSL (19,84 %)   | ANO (25,71 %)       |
| 3.    | ČSSD (21,89 %)      | KDU-ČSL (17,87 %)   | KDU-ČSL (16,43 %)   | ANO (16,79 %)       | SPD (11,42 %)       |
| účast | 75,09 % (202 z 269) | 73,09 % (182 z 249) | 66,08 % (150 z 227) | 59,11 % (133 z 225) | 65,58 % (141 z 215) |

### Volby do krajského zastupitelstva
|      | 1.                 | 2.                       | 3.                | účast               |
| ---- | ------------------ | ------------------------ | ----------------- | ------------------- |
| 2000 | 4KOALICE (68,11 %) | KSČM (17,39 %)           | ČSSD (3,38 %)     | 71,71 % (218 z 304) |
| 2004 | KDU-ČSL (59,33 %)  | KSČM (23,33 %)           | ČSSD (5,33 %)     | 54,44 % (153 z 281) |
| 2008 | ČSSD (29,6 %)      | KDU-ČSL (25 %)           | KSČM (23,68 %)    | 56,83 % (154 z 271) |
| 2012 | ČSSD (31,03 %)     | KSČM (22,41 %)           | KDU-ČSL (21,55 %) | 53,74 % (122 z 227) |
| 2016 | ČSSD (23,72 %)     | KDU-ČSL (19,49 %)        | STO (17,79 %)     | 53,15 % (118 z 222) |
| 2020 | ANO (28,57 %)      | KDU-ČSL (19,04 %)        | Piráti (10,71 %)  | 35,71 % (85 z 238)  |
| 2024 | ANO (39,5 %)       | ODS+TOP 09+STO (18,51 %) | KDU-ČSL (17,28 %) | 37,16 % (81 z 218)  |

### Prezidentské volby
V prvním kole prezidentských voleb v roce 2013 první místo obsadil Miloš Zeman (48 hlasů), druhé místo obsadil Jiří Dienstbier (32 hlasů) a třetí místo obsadil Jan Fischer (27 hlasů). Volební účast byla 63,35 %, tj. 140 ze 221 oprávněných voličů. V druhém kole prezidentských voleb v roce 2013 první místo obsadil Miloš Zeman (93 hlasů) a druhé místo obsadil Karel Schwarzenberg (37 hlasů). Volební účast byla 59,01 %, tj. 131 ze 222 oprávněných voličů.
V prvním kole prezidentských voleb v roce 2018 první místo obsadil Miloš Zeman (83 hlasů), druhé místo obsadil Pavel Fischer (32 hlasů) a třetí místo obsadil Jiří Drahoš (15 hlasů). Volební účast byla 64,41 %, tj. 152 ze 236 oprávněných voličů. V druhém kole prezidentských voleb v roce 2018 první místo obsadil Miloš Zeman (95 hlasů) a druhé místo obsadil Jiří Drahoš (55 hlasů). Volební účast byla 65,09 %, tj. 151 ze 232 oprávněných voličů.
V prvním kole prezidentských voleb v roce 2023 první místo obsadil Andrej Babiš (68 hlasů), druhé místo obsadil Petr Pavel (24 hlasů) a třetí místo obsadil Pavel Fischer (16 hlasů). Volební účast byla 65,52 %, tj. 133 ze 203 oprávněných voličů. V druhém kole prezidentských voleb v roce 2023 první místo obsadil Andrej Babiš (81 hlasů) a druhé místo obsadil Petr Pavel (56 hlasů). Volební účast byla 65,88 %, tj. 139 ze 211 oprávněných voličů.

## Pamětihodnosti
- Kostel ve Velkém Újezdě pochází z doby před rokem 1737 a dvě kaple z 13. století.[4]